# Gorges du Gottéron
Pour les articles homonymes, voir Gottéron (homonymie).
Les gorges du Gottéron (Galterengraben en en Suisse allemand), appelées le Gottéron ou vallée du Gottéron, sont des gorges situées sur les communes de Saint-Ours, Fribourg et Tafers le long du Gottéron, dans le canton de Fribourg, en Suisse.

## Géographie

### Situation
Les gorges, hautes d'environ 60 mètres et longues d'environ 2 900 mètres, se situent au centre du canton de Fribourg, à une altitude variant de 691 à 532 mètres, sur une superficie de 0,807 km2,.

### Géologie
Les gorges du Gottéron sont principalement constituées de dépôts morainiques du Quaternaire et de molasse du Tertiaire.

## Activités

### Randonnée
Un sentier accessible uniquement à pied longe les gorges,,.